# Наваринская резня (1821)
Наваринская резня — резня 7 (19) августа 1821 год турецкого гарнизона и гражданского населения греческими повстанцами при сдаче крепости Ньокастро в Наварино (см. Осада Наварино). 
В европейской публицистике и литературе упоминание о Наваринской резне появилось через несколько десятилетий после описываемых событий, что некоторыми исследователями воспринимается, как свидетельство сомнительности факта.

## Предыстория
6 (18) марта 1821 года Александр Ипсиланти пересёк реку Прут в Румынии и вступил со своим небольшим отрядом на территорию современной Молдавии. Это было началом восстания греков против османского владычества.
Восстание распространилось на всю территорию Греции и на острова в Эгейском море. При этом турецкие войска проявляли жестокость в его подавлении, а в турецких городах прокатилась череда погромов против православного населения.
В то же время в районах, охваченных восстанием, греки совершали многочисленные убийства мусульман (турок, албанцев) и евреев.

## Наварин
С конца марта по август 1821 года крепости вблизи города Пилос (греч. Πύλος) на юго-западе Пелопоннеса, известного европейцам также под названием Наварин (Navarino), были осаждены отрядами греческих повстанцев.
В результате осады крепости Ньокастро и Пальокастро решили сдаться на условиях предоставления гарнизонам и гражданскому населению возможности безопасно покинуть город и уехать в Египет.
Однако, когда ворота крепости Ньокастро были открыты, греки начали избиение османских солдат и гражданского населения.
Английский историк Джордж Финли (George Finlay) в своей «Истории Греции», написанной в 1843—1861 годах, приводит свидетельство греческого священника, якобы очевидца событий:

Женщины, с пулевыми ранениями и ранами от сабель, бросались в море, намереваясь там спастись, но расстреливались в воде. Матери с детьми на руках, лишённые одежд, бежали в море, ища там спасение, но все, кто был замечен в воде, попадали под огонь бесчеловечных стрелков. Греки отрывали младенцев от материнской груди и сбрасывали со скал. Дети, трёх и четырёх лет, тоже были брошены в море и утонули в нём. Когда резня была закончена, мёртвые тела выносились волнами на берег и лежали на песке, грозя вызвать мор…
Оригинальный текст (англ.)Women, wounded with musketballs and sabre-cuts, rushed to the sea, seeking to escape, and were deliberately shot. Mothers with infants in their arms were robbed of their clothes, and ran into the sea as the only place of concealment, yet while crouching in the water they were fired on by inhuman riflemen. Greeks sized infants from their mother's breasts and dashed them against rocks. Children, three and four years old, were hurled living into the sea and left to drown. When the massacre was ended, the dead bodies washed ashore, or piled on the beach, threatened to cause a pestilence..

Всего было убито от 2000 до 3000 турок.
Сдача крепости Пальокастро прошла без инцидентов и убийств.

## Последствия
По некоторым свидетельствам, до начала восстания на территории Греции проживало до 50000 османов. Уже к лету 1821 года практически все они были убиты или бежали:

Турки Греции оставили мало следов. Они исчезли внезапно и окончательно весной 1821, не оплакиваемые и незамеченные со стороны остального мира … Свыше 20,000 турецких мужчин, женщин и детей были убиты своими соседями греками в течение нескольких недель бойни. Они были убиты преднамеренно, без сомнений и колебаний…
Оригинальный текст (англ.)The Turks of Greece left few traces. They disappeared suddenly and finally in the spring of 1821, unmourned and unnoticed by the rest of the world... Upwards of 20,000 Turkish men, women and children were murdered by their Greek neighbours in a few weeks of slaughter. They were killed deliberately, without qualm and scruple...

При этом свидетелями резни греков против турок были представители европейских стран из числа добровольцев в рядах повстанцев. Однако общественного резонанса в просвещённой Европе их свидетельства не имели.
Например, избиение православного населения острова Хиос турецкими карательными войсками в апреле 1822 года нашло отображение в стихотворении Виктора Гюго «L’enfant» («Здесь турок страшный след: развалины, зола…») и в картине известного французского художника Эжена Делакруа «Резня на Хиосе».
В то же время случаи резни мусульман и евреев греками упоминаются практически только в специальных исторических исследованиях европейских авторов, написанных много лет спустя после произошедших событий. Наряду с массовыми убийствами мусульман во время Греческой революции существовала, и также оставалась без внимания европейской общественности практика продажи греками захваченных мусульманских женщин, девочек и мальчиков в рабство (сексуальное) — в том числе лицам из числа экипажей европейских кораблей, заходивших в греческие порты.